# Kombajn rolniczy

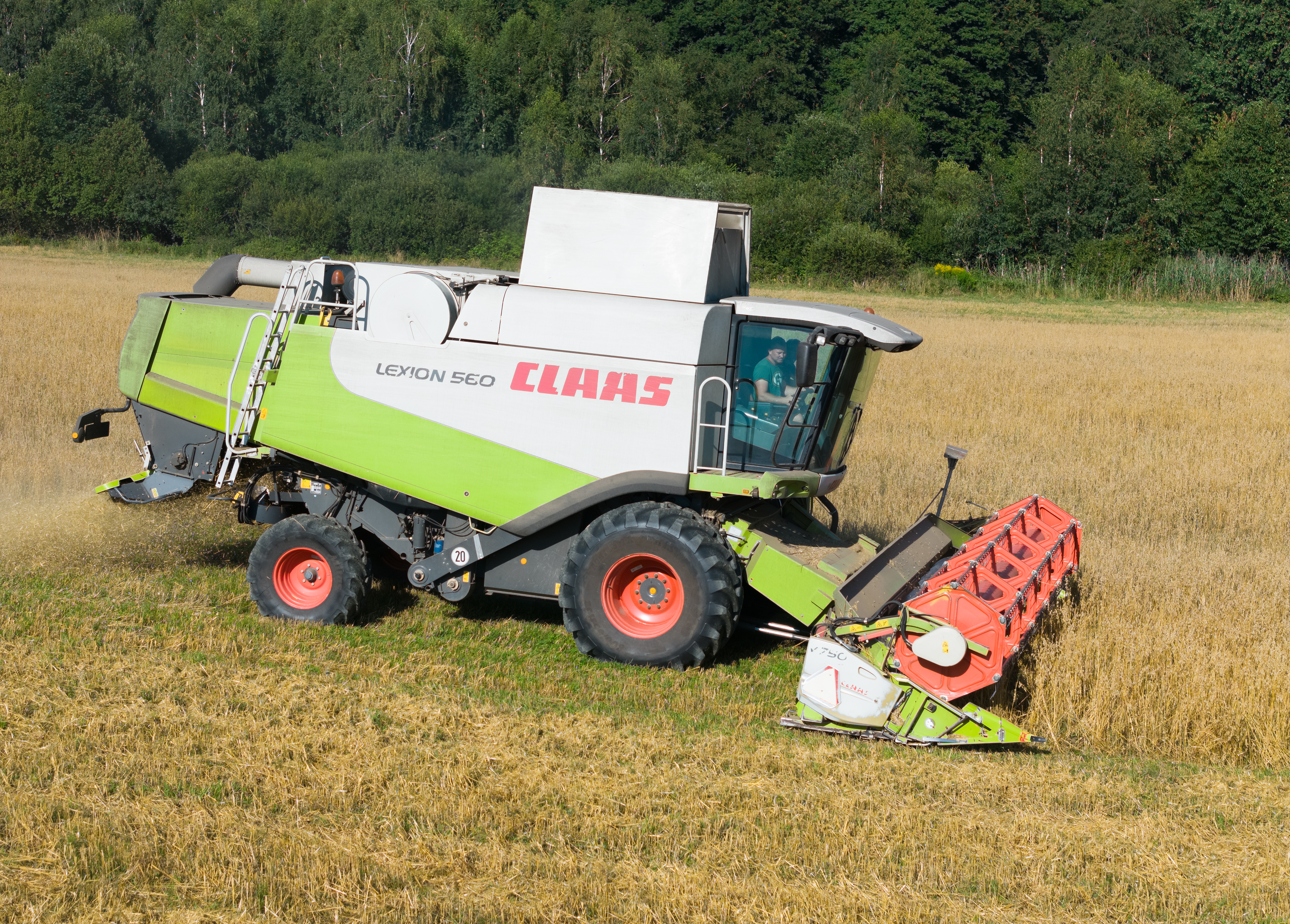
Claas Lexion 560

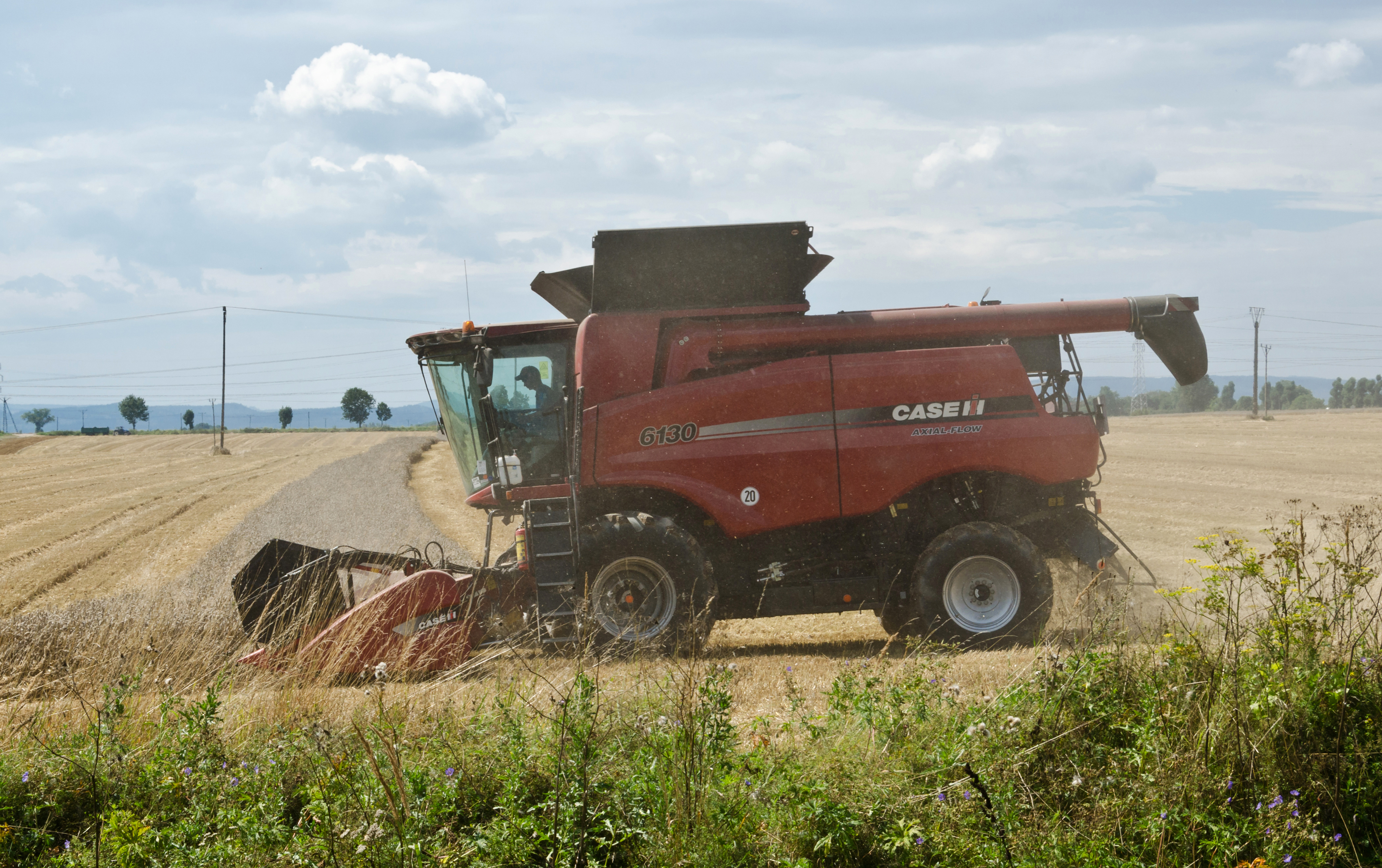
Kombajn zbożowy Case IH 6130

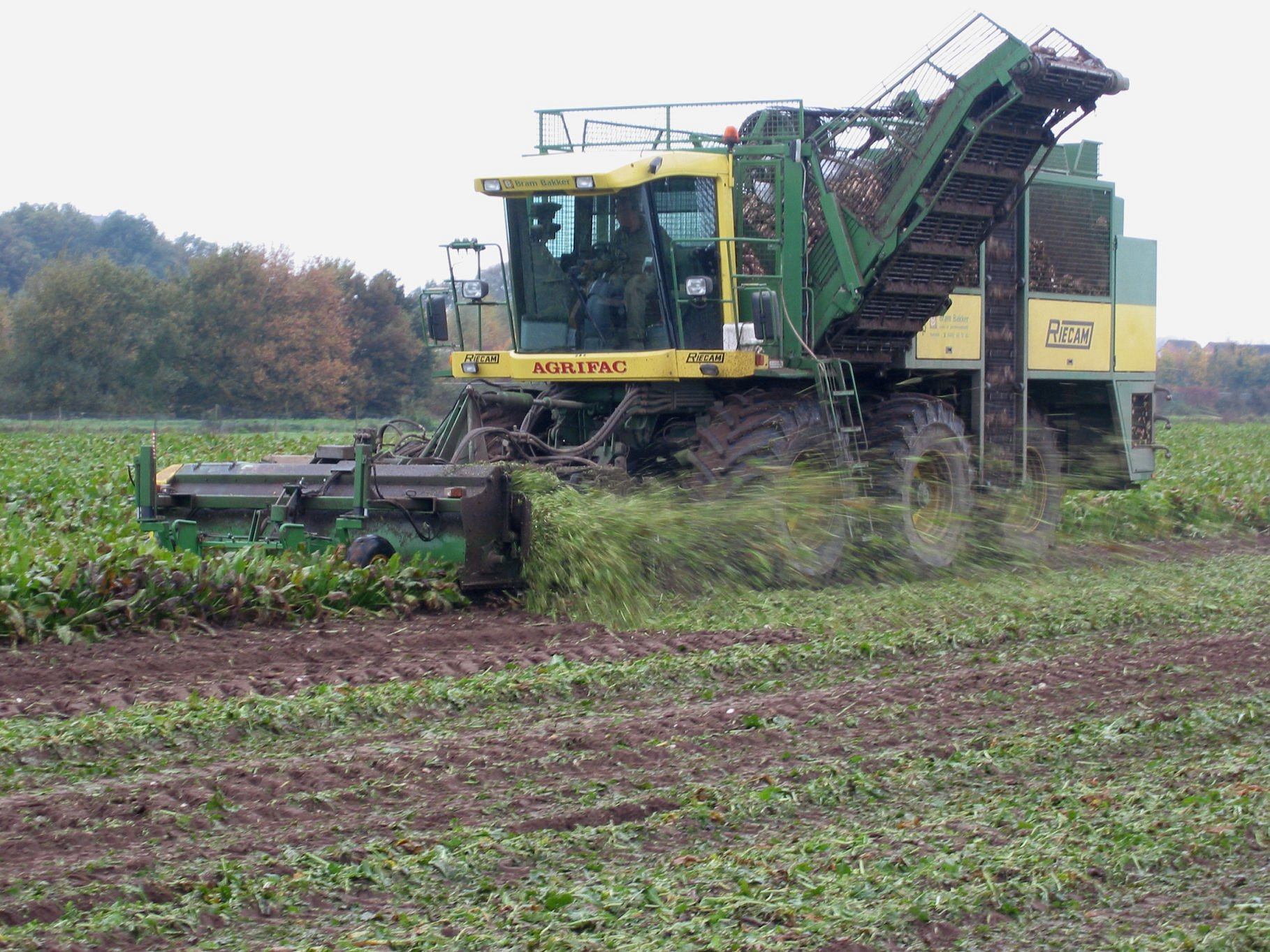
Zbiór buraków cukrowych za pomocą kombajnu

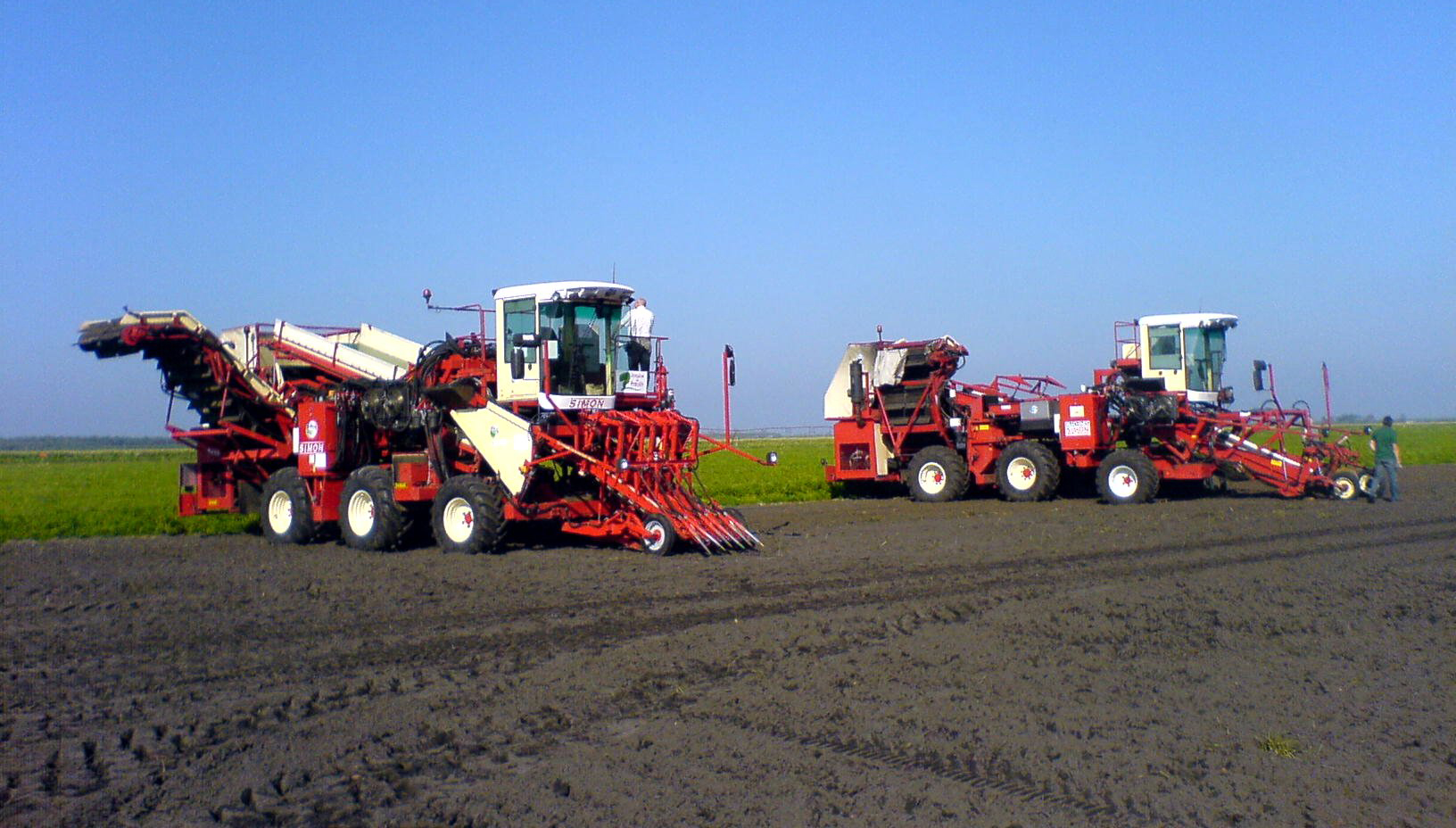
Kombajny do zbioru marchwi

Kombajn rolniczy (z ang. to combine – łączyć) – maszyna rolnicza do kompleksowego sprzętu ziemiopłodów, wykonująca jednocześnie pracę kilku wcześniej używanych maszyn lub maszyny i brygady roboczej.

## Przykłady kombajnów
- kombajn buraczany – jednocześnie ogławia buraki z liści rozdrabniając je, wykopuje korzenie oczyszczając je, gromadzi korzenie w zasobniku[1] w którym transportowane są na pryzmy lub przeładowywane są na środki transportu.
- kombajn do lnu – wyrywa rośliny z korzeniami, obrywa główki lnu z nasionami i wiąże lnianą słomę w snopki[1].
- kombajn zbożowy – kosi i młóci, czyli wykonuje prace, jakie dawniej wykonywała kosiarka, żniwiarze (żniwiarka), następnie po zwiezieniu zboża z pola, młocarnia[1].
- kombajn ziemniaczany – pełni funkcję kopaczki ziemniaków – wykopuje bulwy z redlin, oddzielając je od łętów, kamieni oraz ziemi[1].
- kombajny do zbioru roślin sadowniczych (głównie jagodowych) i warzyw, np. kombajny do zbioru malin, porzeczek, agrestu, borówki, ogórków, cebuli, marchwi i kapusty. Na niewielką skalę stosowane są kombajny do zbioru wiśni i jabłek.
- silosokombajn – kombajn do zbioru zielonek[1], oraz trzciny cukrowej.
- kombajn leśny – wielozadaniowa maszyna leśna do pozyskiwania drewna.

Istnieją również wyspecjalizowane kombajny rolnicze przeznaczone do siewu lub sadzenia różnych gatunków roślin uprawnych (drzew owocowych, truskawek itp.), a także do wykonywania niektórych zabiegów agrotechnicznych, np. zbieracz kamieni, który usuwa kamienie leżące na powierzchni pola oraz znajdujące się w glebie (konstrukcja nieco podobna do kombajnu ziemniaczanego).
Nowoczesne kombajny rolnicze mogą być sterowane w pełni automatycznie. Obecnie stosuje się jeden z czterech systemów: automatyczne prowadzenie LPS (Local Positioning System), automatyczne prowadzenie GPS (Global Positioning System), mapowanie plonu oraz telemetrię.

## Ważniejsi producenci

Budowa kombajnu zbożowego: 1-nagarniacz, 2-zespół (podzespół) tnący, 3-podajnik ślimakowo-palcowy, 4-przenośnik, 5-chwytacz kamieni, 6-bęben młócący pochyły, 7-klepisko, 8-wytrząsacze, 9-podsiewacz, 10-wentylator wialni, 11-sito wstępne, 12-sito dokładne, 13-podajnik kłosowy, 14-kłosy do powtórnego omłotu, 15-przenośniki zboża, 16-zbiornik ziarna, 17-rozdrabniacz słomy, 18-kabina operatora, 19-silnik, 20-przenośnik śrubowy

- Case IH
- Claas
- Deutz-Fahr
- Fendt
- John Deere
- Laverda
- Massey Ferguson
- New Holland
- Rostsielmasz (ros. Ростсельмаш)
- Sampo